# Ксенгіниці (Легницький повіт)
Ксенгіниці (пол. Księginice, нім. Kniegnitz) — село в Польщі, у гміні Легницьке Поле Легницького повіту Нижньосілезького воєводства.
Населення — 223 особи (2011).
У 1975-1998 роках село належало до Легницького воєводства.

## Демографія
Демографічна структура станом на 31 березня 2011 року:
|          | Загалом | Допрацездатний вік | Працездатний вік | Постпрацездатний вік |
| -------- | ------- | ------------------ | ---------------- | -------------------- |
| Чоловіки | 122     | 31                 | 83               | 8                    |
| Жінки    | 101     | 21                 | 58               | 22                   |
| Разом    | 223     | 52                 | 141              | 30                   |